# 베를린 회담 (1884년)

1913년 아프리카의 지도. 베를린 회담의 결과이다.
벨기에
독일
에스파냐
프랑스
영국
이탈리아
포르투갈
독립국

베를린 서아프리카 회담(독일어: Kongokonferenz, Westafrika-Konferenz, 영어: Berlin Conference, West Africa Conference) 또는 콩고 회담(영어: Congo Conference)는 1884년에서 1885년에 걸쳐 비스마르크의 중재로 베를린에서 개최된 아프리카 분할에 관한 회담으로, 주최국인 독일 제국은 카메룬과 탄자니아, 나미비아 등을 얻었다.

## 회담
베를린 회담에는 오스트리아-헝가리 제국, 프랑스, 독일, 영국, 이탈리아, 러시아, 미국, 스페인, 포르투갈, 스웨덴-노르웨이, 덴마크, 벨기에, 네덜란드, 터키 등의 대표들이 참석했으며 독일의 총리인 오토 폰 비스마르크가 회담을 주재했다.
이 회담은 콩고강 어귀를 지배할 특별권을 주장한 포르투갈의 제안으로 열렸는데, 유럽 열강들이 아프리카에서 식민지를 넓히려고 애쓰는 다른 나라의 노력을 서로 질투와 의혹의 눈으로 보고 있던 당시 상황이 회담 개최를 촉진시켰다.
실제로 헨리 모턴 스탠리가 벨기에의 레오폴 2세의 후원을 얻어 탐험과 영토 획득 임무를 추진하고 있는 동안, 프랑스 탐험가인 피에르 사보르냥 드 브라자는 이미 스탠리풀(콩고 강의 일부) 남쪽의 킨타모 급류에 브라자빌 기지를 세웠다(1880년). 그 옆에 레오폴드빌(현재의 킨샤사)이라는 기지를 세워 흡족해 하던 스탠리는 같은 해 프랑스 기지가 스탠리풀 북쪽으로 이전한 것에 더욱 기뻐했다. 왜냐하면 그 때문에 스탠리풀 남쪽 연안이 모두 레오폴 2세의 관할권으로 다시 돌아갔기 때문이었다.
한편 포르투갈은 콩고 강 북쪽과 남쪽 땅에 대한 영유권을 지키려고 남위 5° 12′과 8°사이의 대서양 해안선에 대한 영유권을 인정해달라고 영국에 요구했다. 이 포르투갈 영토의 동쪽 한계선은 오늘날 콩고 공화국의 마타디(브라자빌) 근처까지 뻗어 있었다. 영국은 1884년 2월 26일의 조약에서 포르투갈의 요구를 승인했으나 이 조약의 몇몇 조항이 거센 항의를 불러일으켰기 때문에 조약은 무효가 되었고 포르투갈은 국제회담을 제안할 수밖에 없었다.
총회에서 각국은 독일령 동아프리카를 포함한 콩고 분지를 중립지대로 선언했다. 그러나 제1차 세계 대전 때 연합국은 이 사실을 무시하고 그 지역까지 전쟁을 확대하기도 했다.
베를린 회담은 또한 모든 나라에 교역과 선박 운송의 자유를 보장했고, 노예 무역을 금지했다. 또한 포르투갈의 주장을 물리침으로써 이곳에 영국과 프랑스 및 독일이 이미 원칙적으로 동의한 콩고 자유국이라는 독립국가가 탄생하게 되었다. 베를린 회담에서 독일과 프랑스는 손을 잡고 아프리카 문제에서 영국을 고립시켰으며 이에 따라 비스마르크는 독자적인 독일 식민지정책을 추진할 수 있게 되었다.

## 같이 보기
- 월터 로드니

## 참고 문헌
- 읽으면 똑똑해지는 만화 세계사-13권《제1차 세계대전과 러시아 혁명》
- 이 문서에는 다음커뮤니케이션(현 카카오)에서 GFDL 또는 CC-SA 라이선스로 배포한 글로벌 세계대백과사전의 내용을 기초로 작성된 글이 포함되어 있습니다.